# 大熊座κ
大熊座κ，又名BD+47 1633，HD 77327、SAO 42661、HR 3594，是大熊座的一颗双星，视星等为3.6，距离地球约358光年，位于銀經172.63，銀緯41.63，其B1900.0坐标为赤經8h 56m 48s，赤緯+47° 41.63′ 8″。